# 上海鋼公司
上海鋼公司（シャンハイこうこうし）は 、スクウェア・エニックスのコンピュータゲーム『フロントミッション』シリーズに登場する架空の企業。
ここでは、イマジナリーナンバー部隊によって運用される他のWAP及び、同じ大漢中企業である鉄武帝重工公司についても解説する。

## 上海鋼公司

### 会社概要
- 社名  SHANGHAI STEEL
- 本社 大漢中人民共和国
- 創業 2112年

- 登場作品  『3rd』

### 沿革
コストパフォーマンスが高く、同国の陸海軍のシェア90%は同社が押さえており、水中用WAPの開発をいち早く行うなど革新的な試みを行っている。

### ヴァンツァー
天動3型(Tiandong 3)
格闘戦重視の機種。曲面装甲を多用している。大漢中常強軍の主力機体。
鉄騎4型(Tieqi 4)
上帝に対抗して開発された機種。

#### IN部隊専用WAP
イマジナリーナンバー部隊によって運用されるが、いずれも独特の形状をしており、またラーブヌイ（バール）と大漢中の関係からザーフトラから流出した技術者によって設計されたのではないかという説が存在する。
これらの機体は非売品であり、作中では鹵獲でのみ入手できる。
| 冷河1型    | 冷河1型                                 |
| ---------- | --------------------------------------- |
| メーカー   | 上海鋼公司（大漢中人民共和国）          |
| 固定武装   | なし                                    |
| 携帯火器   | MULS-P規格適応品                        |
| 主要搭乗者 | ルカーヴ・ミナエフ イヴァン・ラーザレフ |

冷河1型(Lenghe 1)【3rd】
格闘戦に特化した機種。極端に長い腕部が特徴で、小さめな胴体をさらに小さく見せる要因となっている。作中でのRDを使用した華麗なシーンから人気は高い。
明天1型 (Mingtian 1)【3rd】
ショルダーウェポンの使用を想定された機種。頭部の無い胴体と長い逆関節の脚部を持つ。
瞬王1型 (Shunwang 1)【3rd】
射撃兵器の使用を想定された機種。曲面的な外観と突き出たカメラアイを持つ。脚部は4脚型。
奇兵0型 (Qibing 0)【3rd】
格闘戦を想定した機種。ほぼ球体の胴部と肩部をもち、短時間なら水中での運用も可能。角飾りのついた指揮官機も存在する。
| ジーニアムM0 | ジーニアムM0                                |
| ------------ | ------------------------------------------- |
| メーカー     | （O.C.U.）                                  |
| 固定武装     | 17.5mm MG 130mm CN GGR52(GR) マイナAT改(MS) |
| 携帯火器     | 装備不能                                    |

ジーニアムM0【3rd】
O.C.U.軍科学者セロフ・ウォーレン主導で開発された次世代機体。WAPの機動性と大型機動兵器の火力を併せ持ち、事実通常の2倍の武装を可能とする。現状ではソフト・ハード面共に問題が多く、搭乗者も兼ねた博士の暴走をもって破壊されている。大漢中が接収し、無人機としての運用も試みたが、再び暴走し、失敗に終わった。

### 大型機動兵器
| 克黒0型    | 克黒0型                          |
| ---------- | -------------------------------- |
| メーカー   | 上海鋼鉄公司（大漢中人民共和国） |
| 固定武装   | 基本粒子砲                       |
| 携帯火器   | 92mm砲（MULS-P規格適応品？）     |
| 主要搭乗者 | ルカーヴ・ミナエフ               |
| 青花魚1型  |                                  |
| メーカー   | 上海鋼鉄公司（大漢中人民共和国） |
| 固定武装   | 32mmMG、火鶏34型(MS)             |
| 克西1型    |                                  |
| メーカー   | 上海鋼鉄公司（大漢中人民共和国） |
| 固定武装   | 雲雀44型(MS)                     |
| 携帯火器   | 32mmMG（MULS-P規格適応品？）     |
| 主要搭乗者 | アンジオール・ボグダーノフ       |
| 香魚2型    |                                  |
| メーカー   | 上海鋼鉄公司（大漢中人民共和国） |
| 固定武装   | 15型迫撃砲(GR) 孔雀2型(MS)       |
| 主要搭乗者 | ルカーヴ・ミナエフ               |

克黒0型(Kehei 0)【3rd】
大型ヴァンツァーだが、通常のWAPの2倍近いその大きさゆえ、大型機動兵器に分類されることもある。背中に4枚の羽根にも似た加速器が備わっておりそこからビームを放つ。粒子兵器は消費電力の膨大さゆえ搭載兵器は大型化する傾向があるため、ここまで巨大化が進んだと思われる。
設定資料集において、開発者サイドが「Fallen Angel」と仮称しているように、世界観にそぐわない設計のためか愛好する者と困惑する者の二者に分かれる傾向がある。
克西1型(Kexi 1)【3rd】
克黒0型と似通った形状をした大型WAP。背部に2門のミサイルを装備した高出力機であるが、開発の過程でここまで巨大化した理由は不明。
大型機動兵器は入手不可だが、プレイヤー側が鹵獲することによって操作できる機体の中では特に有名。
青花魚1型(Qinghuayu 1)【3rd】
水陸両用の機体。上陸時には艦底部の一部が変形して脚部が現れる。
香魚2型(Xiangyu 2)【3rd】
ルカーヴが最後に搭乗した機体（アリサ編）。
海老のような外観の6脚型機体で、MS、GRなどのショルダーウェポンを強化した武装を搭載しており、水上を滑走するかのように高速で移動する。最後は、M.I.D.A.S.の爆発に巻き込まれ消滅。香魚はアユの意。

### 搭乗パイロット一覧
上海鋼公司製の機体に搭乗した主なパイロット。()内は登場タイトル。
- 冷河1型
  - ルカーヴ・ミナエフ(3rd)
  - イヴァン・ラーザレフ(3rd)
- 瞬王1型
  - ルカーヴ・ミナエフ(3rd)
  - ロザヴィア・グレーフェ(3rd)
  - アンジオール・ボグダーノフ(3rd)
  - グルーブ・プローブヌイ(3rd)
- 奇兵0型
  - ロザヴィア・グレーフェ(3rd)
  - グルーブ・プローブヌイ(3rd)
- ジーニアムM0
  - セロフ・ウォーレン(3rd)
- 鉄騎4型
  - ラン・ショウホア(3rd)

- 克黒0型
  - ルカーヴ・ミナエフ(3rd)
- 香魚2型
  - ルカーヴ・ミナエフ(3rd)
- 克西1型
  - アンジオール・ボグダーノフ(3rd)

## 鉄武帝重工公司

### 会社概要
- 社名  TIEWUDI HEAVY INDUSTRIES
- 本社 大漢中人民共和国
- 創業 2112年
- 登場作品 『FMO』『3rd』

### 沿革
比較的新参の兵器メーカー。ここ数年で一挙に成長し、古参メーカーと太刀打ちできるほどの技術力を有する。もとは軍事・民生の車両メーカーであり、傷痍軍人に対する介護車の貸与等も行っている。

### ヴァンツァー
武徳3型(Wude 3)【3rd】
ホバー脚部を採用した格闘戦機体。快速反応部隊の主力機種である。
上帝1型(Shangdi 1)【3rd】
汎用型。装甲に不安はあるが、高い命中精度を持ち用途も広い。武徳3型と同様に快速反応部隊に重点的に配備されており、リアルナンバーも使用している。
永塞3型(Yongsai 3)【3rd】
同社ブランド1号機で、ベストセラー。汎用ヴァンツァーの代表的なモデル。
来迎1型(Laiying 1)【3rd】
大出力型。後方支援機として主に運用される。

### 大型機動兵器
| 太塔4型(Taita 4)   | 太塔4型(Taita 4)                   |
| ------------------ | ---------------------------------- |
| メーカー           | 鉄武帝重工公司（大漢中人民共和国） |
| 固定武装           | 130mm CN 13型迫撃砲(GR)            |
| 黒洞3型(Heidong 3) |                                    |
| メーカー           | 鉄武帝重工公司（大漢中人民共和国） |
| 固定武装           | 基本粒子砲 130mm CN 重打撃棒(RD)   |
| 尼龍1型(Nilong 1)  |                                    |
| メーカー           | 鉄武帝重工公司（大漢中人民共和国） |
| 固定武装           | 突撃装甲板                         |

太塔4型【3rd】
華蓮団仕様の4型Kも存在するが、装備は同じ。
壁虎1型(Bihu 1)【3rd】
多くにミサイルキャリアーとしての運用が志向されている大型機動兵器であるが、同機種はアメンボ状の形状の中央にむき出しで大型のミサイルを抱え持つ形となっている。
黒洞3型【3rd】

尼龍1型【3rd】
大型機動兵器としては珍しく、格闘戦に特化。

### 搭乗パイロット一覧
鉄武帝重公司製の機体に搭乗した主なパイロット。()内は登場タイトル。
- 武徳3型
  - ジュ・リエイン(3rd)
  - ロザヴィア・グレーフェ(3rd)
  - アンジオール・ボグダーノフ(3rd)
- 上帝1型
  - リュウ・ハイフォン(3rd)
  - ラン・ショウホア(3rd)
- 永塞3型
  - ウェルズ・ピトエフ(3rd)
  - ハン・ワンダオ(3rd)
  - 武村伊佐夫(3rd)

- 太塔4型
  - ハン・ワンダオ(3rd)
  - シュイ・シュアン(3rd)
  - ハタリ・カウティリヤ(3rd)
  - グレゴリ・ヘンゲル(3rd)
- 尼龍1型
  - ツァオ・リンアル(3rd)